# سرگی کاراسف
سرگی کاراسف (روسی: Сергей Геннадьевич Карасёв؛ زادهٔ ۱۲ ژوئن ۱۹۷۹) داور فوتبال اهل روسیه است.
وی که از سال ۲۰۱۰ وارد لیست فیفا شده است داور مسابقاتی همچون لیگ اروپا ۱۲-۲۰۱۱، لیگ اروپا ۱۵-۲۰۱۴، لیگ قهرمانان ۱۳-۲۰۱۲، لیگ قهرمانان ۱۴-۲۰۱۳ و جام ملت‌های اروپا ۲۰۱۶ بوده است.